# Municipio de Harrison (condado de Cass)
El municipio de Harrison (en inglés: Harrison Township) es un municipio ubicado en el condado de Cass en el estado estadounidense de Indiana. En el año 2010 tenía una población de 802 habitantes y una densidad poblacional de 8,74 personas por km².

## Geografía
El municipio de Harrison se encuentra ubicado en las coordenadas 40°51′58″N 86°24′42″O / 40.86611, -86.41167. Según la Oficina del Censo de los Estados Unidos, el municipio tiene una superficie total de 91.71 km², de la cual 91,71 km² corresponden a tierra firme y (0 %) 0 km² es agua.

## Demografía
Según el censo de 2010, había 802 personas residiendo en el municipio de Harrison. La densidad de población era de 8,74 hab./km². De los 802 habitantes, el municipio de Harrison estaba compuesto por el 98,13 % blancos, el 0,25 % eran amerindios, el 0,12 % eran asiáticos, el 0,62 % eran de otras razas y el 0,87 % eran de una mezcla de razas. Del total de la población el 1,37 % eran hispanos o latinos de cualquier raza.